# Bohechío
Bohechío é um município da República Dominicana pertencente à província de San Juan.
Sua população estimada em 2012 era de 9 652 habitantes.